# Инкорпорация (право)
Инкорпорация (от лат. incorporatio — присоединение, поглощение) — подготовка и издание различного рода собраний и сборников нормативных актов. Особенность — изменения в содержание не вносятся и содержание по существу не меняется. Обычно в сборниках действующие нормативные акты, тексты таких актов печатаются с учетом последних официальных изменений и дополнений. Кроме того в процессе инкорпорации из текстов, помещенных в сборник актов удаляются главы, статьи и т. д., признанные утратившими силу.
Инкорпорация допускает редакционную правку нормативных актов: исключение положений, утративших юридическую силу; исправление различного рода опечаток, ошибок; изложение актов в последней, исправленной редакции.

## Виды инкорпорации

### По юридической силе
- Официальная инкорпорация — осуществляется от имени и по поручению либо санкции правотворческого органа, который утверждает, либо иным способом официально одобряет подготовленное собрание законодательства. Такое собрание носит официальный характер. Оно приравнивается к официальным источникам опубликования помещенных в сборнике нормативных актов.
- Официозная инкорпорация — издание собрания, сборника законодательства по поручению правотворческого органа специально уполномоченными на то органами, причем правотворческий орган специально не утверждает и не одобряет такое собрание поэтому тексты помещенных в нем актов не приобретают официальный характер.
- Неофициальная инкорпорация — осуществляется ведомствами, организациями, государством либо частными отдельными лицами, но не имеющими специально предоставленных правотворческим органом полномочий издавать собрание законодательства и осуществляющая по собственной инициативе. Неофициальные сборники не являются источником права.

### По характеру расположения материала в сборниках и собраниях
- Хронологическая инкорпорация — по датам издания нормативных актов.
- Систематическая инкорпорация — по тематическим разделам в зависимости от содержания акта. В систематических сборниках в начале каждого раздела помещаются акты более высокой юридической силы.

### В зависимости от объема охватываемого материала
- Генеральная инкорпорация — в собрание включены или все законодательство страны или все федеральное законодательство, либо все нормативные акты того или иного субъекта.
- Частичная инкорпорация — собрания и сборники нормативных актов по определенным вопросам в сфере гос. деятельности, отрасли законодательства или правовому институту.

## Примеры
Впервые завел речь об инкорпорации как способе систематизации права английский учёный Фрэнсис Бэкон («Новый органон», 1620 г.), также являющийся родоначальником учения о юридической технике. Он считал инкорпоративную деятельность надежным способом составления свода законов.
Примером инкорпорации могут служить как печатные издания (например, Законы Хаммурапи, Свод законов Юстиниана, Варварские Правды, Свод законов Российской Империи, Свод законов СССР), так и электронные сборники законодательства.
Широко распространено издание официальных собраний нормативно-правовых актов уполномоченными государственными органами. В России на федеральном уровне к такого рода собраниям относятся «Собрание законодательства Российской Федерации», «Бюллетень нормативных актов федеральных органов исполнительной власти», «Вестник Конституционного Суда Российской Федерации» и др. Указами Президента РФ от 6 февраля 1995 г. и 14 февраля 1998 г. предусмотрена подготовка к изданию Свода законов Российской Федерации — официального, систематизированного и полного собрания действующих нормативно-правовых актов Российской Федерации федерального уровня.